# دارين (القطيف)
جزيرة دارين هي مركز إداري تابع لمحافظة القطيف. اشتهرت دارين في السابق على كونها مرفأً بحرياً وسوقاً نشطاً، حيث كانت مخزناً للبضائع التي كانت تجلبها السفن والمراكب البحرية، وأشهرها العطور والتوابل وأنواع عدة من الأقمشة والمنسوجات. كانت مركز تجارة اللؤلؤ في القطيف في العهد العثماني، وبها ميناء دارين الذي ترد إليه بضائع المسك والعطور والسيوف والمنسوجات والتوابل من الهند والبخور والمسك والأحجار الكريمة والعاج والخشب الفاخر. وكانت المنسوجات الحريرية من الصين. والبضائع العربية كاللبان والمر والعاج من الساحل الشرقي الأفريقي. كانت دارين جزيرةً منفصلة عن جزيرة تاروت بمياهٍ ضحلةٍ، حتى ردمت القناة المائية الفاصلة بينهما في عام 1399هـ/1979م.

## نبذة
اسم جزيرة دارين ورد في تقرير جنود الإسكندر المقدوني في منطقة الخليج أكثر من 300 سنة قبل الميلاد، وتوارد استعمال هذا الاسم في كتب التاريخ وأشعار العرب قبل الإسلام أي قبل أكثر من 1500 سنة.
والآثار التي وجدت تثبت تاريخها الضارب في الأصالة والحضارات التي سكنتها.
وكذلك توثق لها كأهم ميناء تجاري قبل إنشاء ميناء البصرة.
ومن ذلك عبور الصحابي العلاء بن الحضرمي البحر نحو دارين لقتال المرتدين الذين هربوا إليها، وهذا موثق في كتب التاريخ والحديث. قال ياقوت في «معجم البلدان» (2/432): وفي كتاب سيف: أن المسلمين اقتحموا إلى دارين البحر مع العلاء بن الحضرمي، فأجازوا ذلك الخليج بإذن الله جميعا يمشون على مثل رملة ميثاء فوقها ماء يغمر أخفاف الإبل، وإن ما بين دارين والساحل مسيرة يوم وليلة لسفر البحر في بعض الحالات، فالتقوا وقتلوا، وسبوا فبلغ منهم الفارس ستة آلاف، والراجل ألفين.
فقال في ذلك عفيف بن المنذر:
ألم تـر أن الله ذلل بحره وأنـزل بالكفار إحـدى الجلائــل؟
دعونا الذي شق البحار فجاءنا بأعجب من فلق البحار الأوائل.
أما الأشعار العربية القديمة فقد امتلأت بذكر دارين ومسك دارين، ومنها قول أعشى همدان:
وقول ابن حميدس الأندلسي:
أورد الطبري في تاريخه عن غزو الملك الفارسي سابور ذي الأكتاف الذي حكم عام 310 م لأقليم البحرين، فذكر عنه أنه أسكن قوماً من بني تغلب لمنطقة سماهيج ودارين والخط، ويذكر البكري عن أسمها من معجمه أنّ كسرى سابور سأل بعض قادته عندما وقفوا به عن أسمها فأجابوه أنها دارين، وهذا دلالة على أنها أقدم من عام310م وهو ما تؤيده بعض الاكتشافات الأثرية التي عثر عليها في جزيرة دارين.
أما عن كونها منفصلة فهي كانت كذلك وتنفصل عن تاروت في حالة المد، وهناك من أجدادنا من عاصر تلك الفترة قبل أن يتم دفن ذلك الخور.
ويثبت هذا الاعتقاد ما أورده المؤرخ الجنبي أن دارين في فترة العثمانيين عام959م غير متصلة تماماً بجزيرة تاروت فهي جزيرة وحدها، ويوجد بينهما خور يمر الناس منه في حال الجزر وقد بقى هذا الخور حتى وقت قريب قبل أن يدفن.

## التاريخ
تقع جزيرة دارين في الركن الجنوبي الشرقي بالقرب من جزيرة تاروت الواقعة بمحاذاة ساحل مدينة القطيف على الساحل الغربي له. ذكرها المؤرخون ووصفوها بأنها: «قرية محمية بقلعة حريصة تتكون من فئة منزل للسادة ولم يكن بها زراعات أو حدائق وكان يعتمد سكانها على صيد اللؤلؤ.».

## الآثار
عثر في دارين على عملات تعود للعصر الساساني ويقدر الباحثين أن تلك العملات كانت تستخدم حتى بداية عهد الخلافة الأموية سنة 77 هـ.

## المعالم

### قصر محمد الفيحاني
قصر محمد بن عبد الوهاب الفيحاني أو قصر الفيحاني هو قصر أثري تجاوره قلعة تُعرف بقلعة دارين يقع في جزيرة دارين في محافظة القطيف شرق السعودية. رُمِّمت القلعة من قبل محمد بن عبد الوهاب الفيحاني ما بين عامي 1884م و1885م فصارت تُعرَف باسمه.

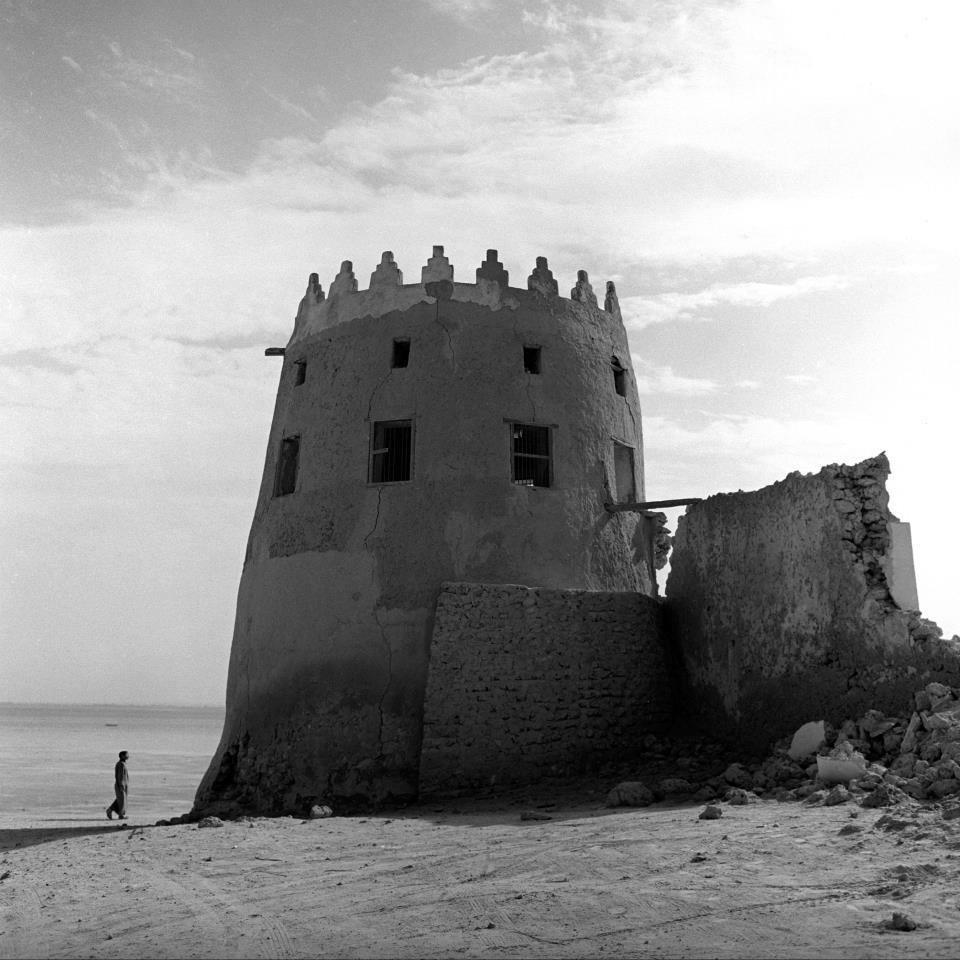
برج قلعة دارين المجاورة لقصر محمد بن عبد الوهاب الفيحاني في 1975م أثناء انحسار ماء البحر.

القصر بملحقاته قائمٌ على منتصف قوس ساحل جنوب دارين، ويضّم مرافقَ وملحقاتٍ عدّة تتضمنُ: مجموعةَ غُرَفٍ، مخازنَ، مجالسَ وفناءً خلفيًّا؛ جدرانُه تحتوي على مجموعةِ من الأقواس المصممة على الطراز الإسلامي العباسي. وتبلغ مساحته الإجمالية مع ملحقاته نحو 8,000 مترًا مربّعًا.
يتوسّطُ القصرُ بملحقاتِه جزيرة دارين على مرتفعٍ كبيرٍ قربَ سطح البحر، ويقع بين الحوطة والحي الشرقي. يحدُّ القصر بملحقاته من الجنوب مسجد صغير بمرتفع صخري ينخفض تدريجيًّا حتّى يتّصل بالبحر مباشرة حيث ميناء دارين، ومن الشرق مجموعة منازل سكنيّة ثم جامع دارين الكبير، ومن الشمال ساحة مفتوحة وغربه منزل مهجور. يُمثّل التّل الواقعة عليه القلعة طبقات رسوبية مُتراكمة، تشكل كل واحدة منها حقبة زمنية مختلفة.ّ
أخذت قلعة دارين قيمة تاريخية كبيرة خلال قيام الدّولة السعودية الأولى والثّانية وكذلك في عهد الدولة العثمانية إلا أنّها تحوّلت بملحقات القصر لأنقاض وأكوام حجارة نتيجة تهاوي الجدران وتساقطها على بعضها، ولم يبقَ منها سوى أساساتها.

### متحف دارين

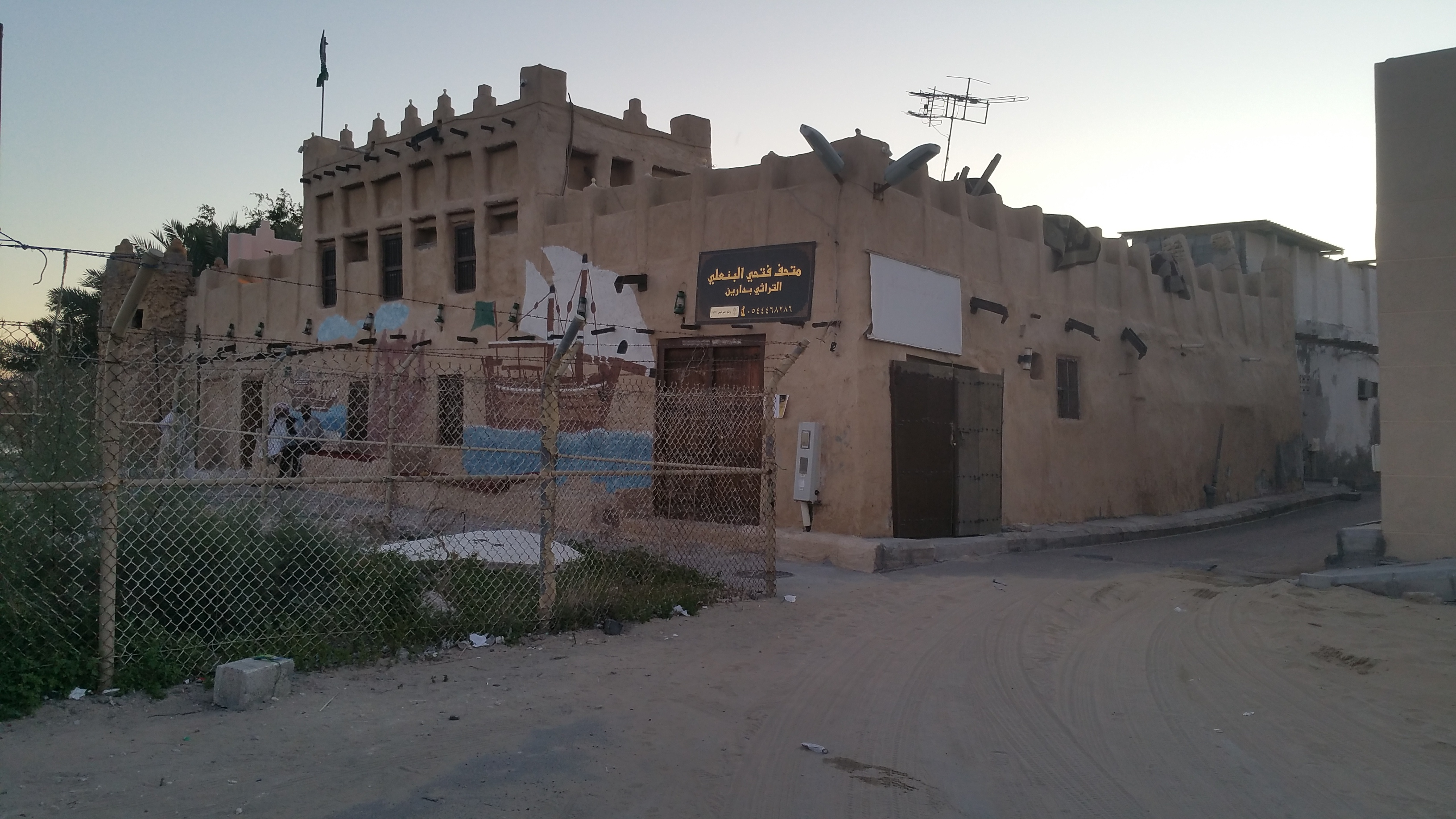
واجهة متحف فتحي البنعلي، المجاور لقصر محمد بن عبد الوهاب الفيحاني.

متحف دارين أو متحف البنعلي هو متحف أثري مستقل مدعوم من قبل وزارة السياحة، يقع في جنوب شرق بلدة دارين، بمحافظة القطيف، من المنطقة الشرقية للمملكة العربية السعودية. متحف دارين هو المتحف الوحيد في القطيف بعد توقف متحف القطيف الحضاري. في عام 1420هـ، قرر صاحب المتحف فتحي البنعلي البحث عن موقع تراثي يضم مقتنياته التي جمعها كهاوٍ للتحف الأثرية. وقع اختياره على بيت كان لأحد النواخذة البحارة المحليون ببلدة دارين. حينئذٍ، كان البيت مرخصاً للهدم حينها إلا أن فتحي البنعلي" اشترى البيت وعمد لامتلاكه بسبب مشابهته لبيت النوخذة راشد بن فاضل البنعلي، على حد تعبيره. وراشد البنعلي هو أحد تجار ونواخذة جزيرة دارين البارزين ومؤلف الكتاب المرشد «مجاري الهداية - النايلة البحرية». عمل فتحي البنعلي على ترميم البيت وإنقاذه من السقوط وتهالك جدرانه. فيما سعى لترخيصه من قبل وزارة السياحة لمدة تقرب 10 سنوات. يقع متحف دارين في بيت تراثي يتجاوز عمره الـ200 عام على مساحة 550 متر مربع. يجاور المبنى قصر محمد بن عبد الوهاب الفيحاني، ويُقابل ميناء دارين. ويحتوي المتحف على مجسمات السفن الخليجية التراثية وأدوات الصيد، والقطع المندثرة النادرة.

### ميناء دارين
ميناء دارين ويسمى أيضاً ميناء المسك والعنبر هو ميناء بحري أثري يقع على خليج تاروت، غرب الخليج العربي. يعود تاريخ وجود الميناء إلى ما قبل العصر الإغريقي، ويُعدّ سابقاً أحد أهم المنافذ الاقتصادية لنقل البضائع والتوابل من الهند سابقاً، ومحطاً للسفن والقوارب الأخرى حاملة البضائع إلى الخليج. كما أنه كان يعج بالنشاطات الاقتصادية الأهلية كممارسة الغوص واستخراج اللؤلؤ. كانت بضائع الخضار والمنسوجات الحريرية تصل لمرفأ دارين قادمة من الصين، ومن ثم يتم تصديرها إلى جميع أنحاء البلاد العربية.

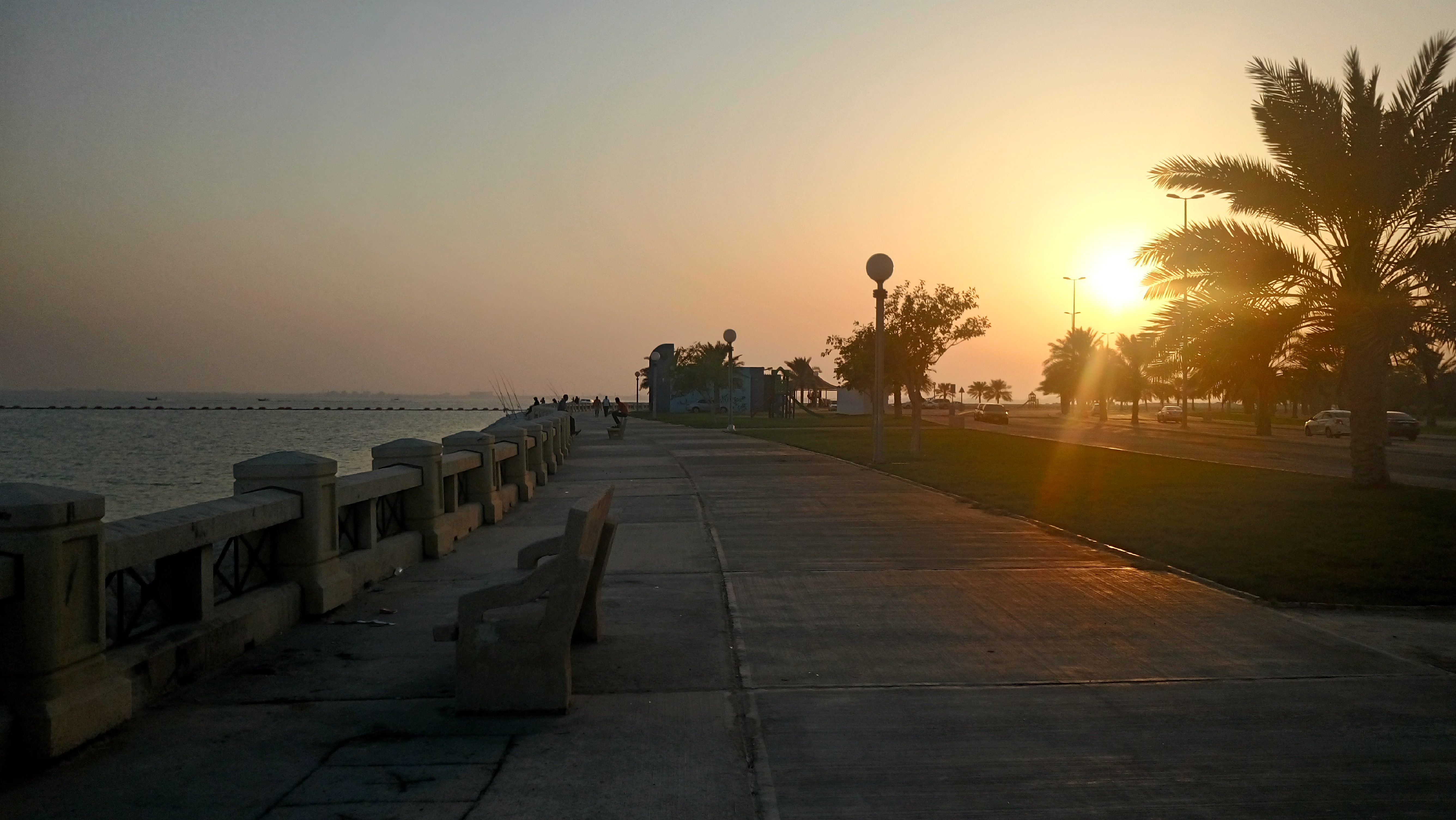
صورة لممشى كورنيش دارين في الغروب.

### كورنيش دارين
كورنيش دارين هو ساحل بحري أثري يطل على غرب الخليج العربي. يمتد الشاطئ من نهاية الربيعية مروراً بشاطئ الرملة البيضاء وبداية بلدة دارين ونهايةً بالفاصل الرملي الذي ينتهي بكورنيش دارين الجنوبي. يمتد الكورنيش ليصل إلى قرابة الكيلومترين.

## جمعية دارين الخيرية
جمعية دارين الخيرية هي منظمة خيرية مسجلة لدى وزارة الشؤون الاجتماعية برقم (59). تأسست جمعية دارين الخيرية في: 16 نوفمبر 1981م - 20 محرم 1402هـ. وتهدف الجمعية إلى:
1. تقديم المساعدات الخيرية والعينية في الحوادث والكوارث للمتضررين.[21]
2. تقديم المساعدات الخيرية مالية أو عينية على هيأة رواتب ثابتة أو مساعدات مؤقتة للأفراد والعائلات المستحقة للمساعدة.[21]
3. مساعدة المرضى والمعوزين وذوي الاحتياجات الخاصة وتسهيل تقديم العلاج لهم حتى يتم إيصالهم للمستشفيات الحكومية.[21]
4. الاهتمام بالمساجد والمرافق العامة كمغاسل الموتى وإصلاح المقابر.[21]
5. المشاركة والقيام بمشروعات تهدف إلى تقديم خدمات اجتماعية مختلفة بالبلدة.[21]

الهيكل التنظيمي والإداري للجمعية:
- المدير التنفيذي: إبراهيم سالم محمد الهاجرى.[22]
- كاتب إداري: عرفان سلطان محمد البنعلى.

## مؤسسة تطوير دارين وتاروت
في 24 نوفمبر 2022، أعلن الأمير محمد بن سلمان اعتماد التوجه التنموي لجزيرة دارين وتاروت والمبادرات المستقبلية للجزيرة، وإنشاء مؤسسة تطوير جزيرة دارين وتاروت بميزانية تقديرية بقيمة مليارين و 644 مليون ريال، تهدف المؤسسة للارتقاء بجودة الحياة وتنمية الناتج المحلي، من خلال الاستفادة من الميزات النسبية للجزيرة في النواحي التراثية، والبيئة، والسياحية. بما يسهم في تحقيق التنوع الاقتصادي.
ويتضمن التوجه التنموي للجزيرة الواقعة على مساحة 32 كيلو متراً مربعاً ويقطنها 120 ألف نسمة، تحديد المقومات والمزايا النسبية والتنافسية للجزيرة وفق ثلاث ركائز رئيسية لرسم مستقبل جزيرة دارين وتاروت، وهي: المحافظة على الجانب الثقافي والتراثي التاريخي للجزيرة. وإحياء المواقع الطبيعية والبيئية. والارتقاء بجودة الحياة وتعزيز اقتصادها السياحي.
ولتحقيق مستهدفات التوجه التنموي للجزيرة طُورت أكثر من 19 مبادرة نوعية، على أكثر من جانب، فعلى الجانب الثقافي سيتم تطوير قلعة ومطار دارين كوجهات سياحية تراثية، وإقامة عدة مهرجانات ثقافية وتراثية في الجزيرة بالإضافة لإنشاء مسارات متعددة للمشاة تتخلل المناطق التراثية في الجزيرة، وعلى الجانب البيئي سيتم إنشاء أكبر غابة مانجروف على ضفاف الخليج العربي، وإنشاء عدد من الفنادق والنزل البيئية في المناطق الطبيعية، بالإضافة إلى الارتقاء بجودة الحياة في الجزيرة عن طريق إنشاء الطرق والبنى التحتية والحدائق العامة والتي تتضمن عدة ملاعب ومنشآت رياضية حديثة.
ومن المتوقع أن يسهم التوجه التنموي في الناتج المحلي الإجمالي بمتوسط يصل إلى 297 مليون ريال سنوياً، وزيادة عدد السياح وصولاً إلى 1.36 مليون سائح بحلول عام 2030، وتوفير آلاف الفرص الوظيفية بالإضافة إلى تخصيص ما يصل إلى 48% من مساحة الجزيرة للساحات والحدائق العامة والواجهات البحرية والطرق والمرافق.

## معرض صور

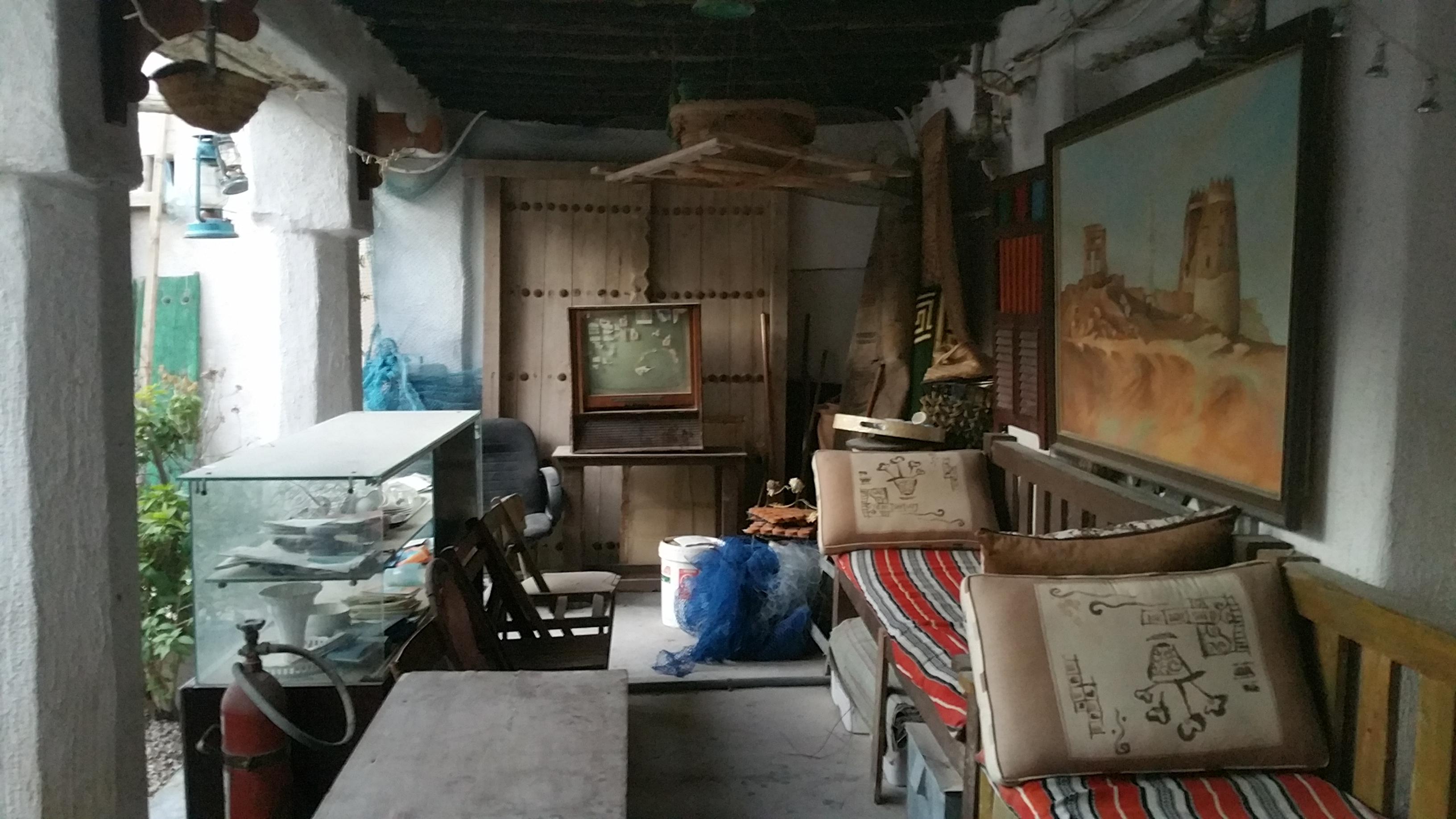
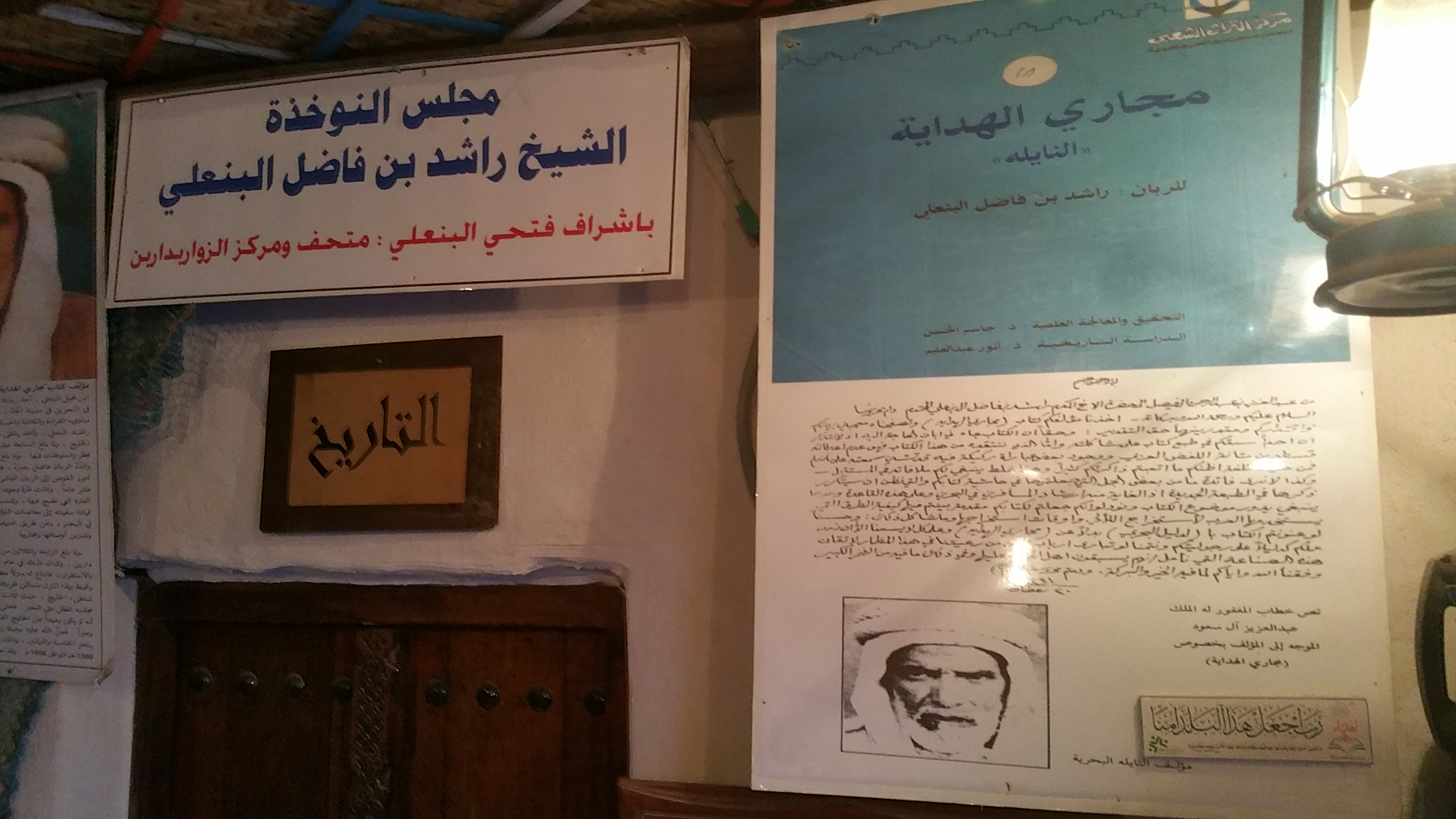
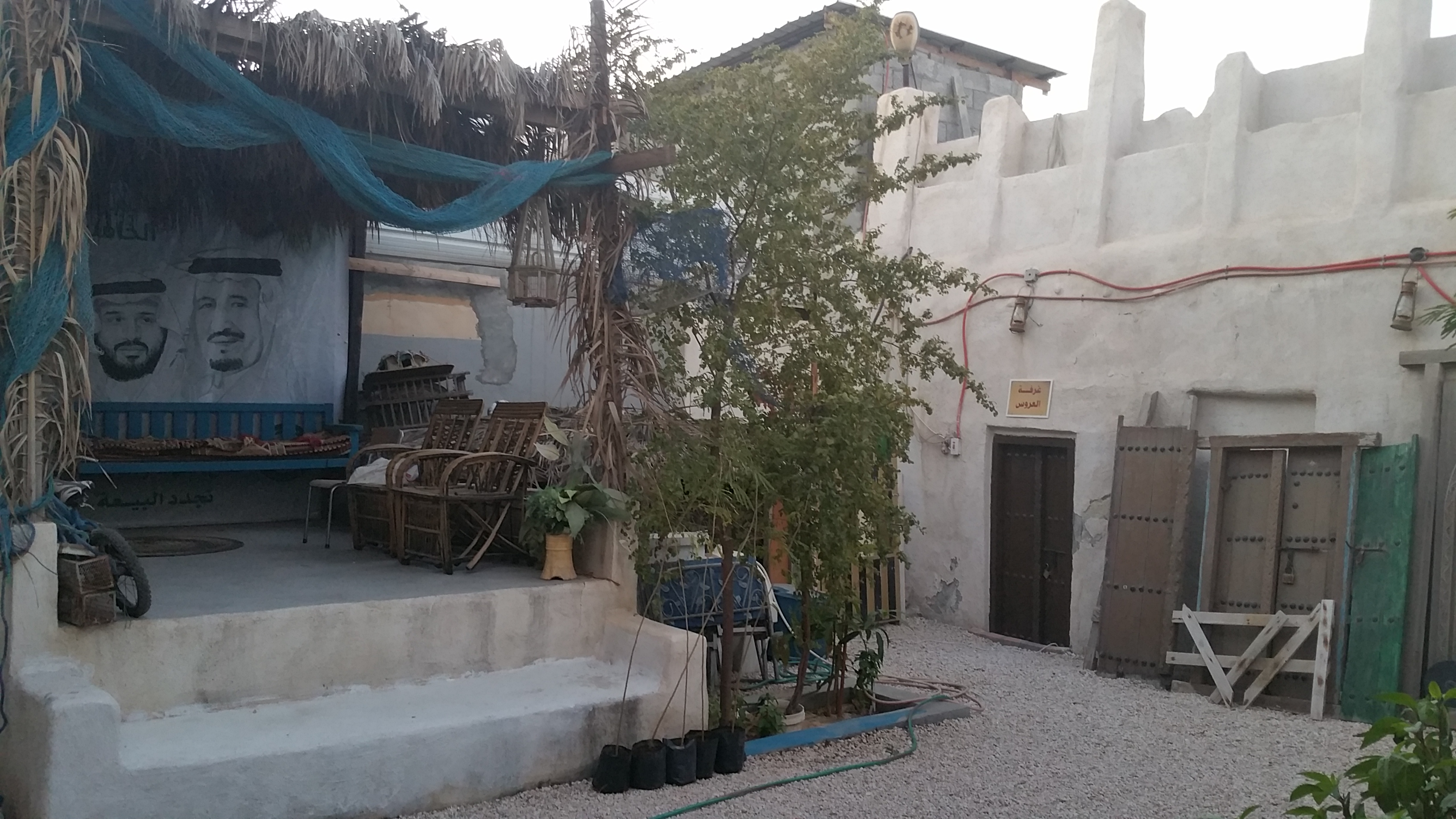
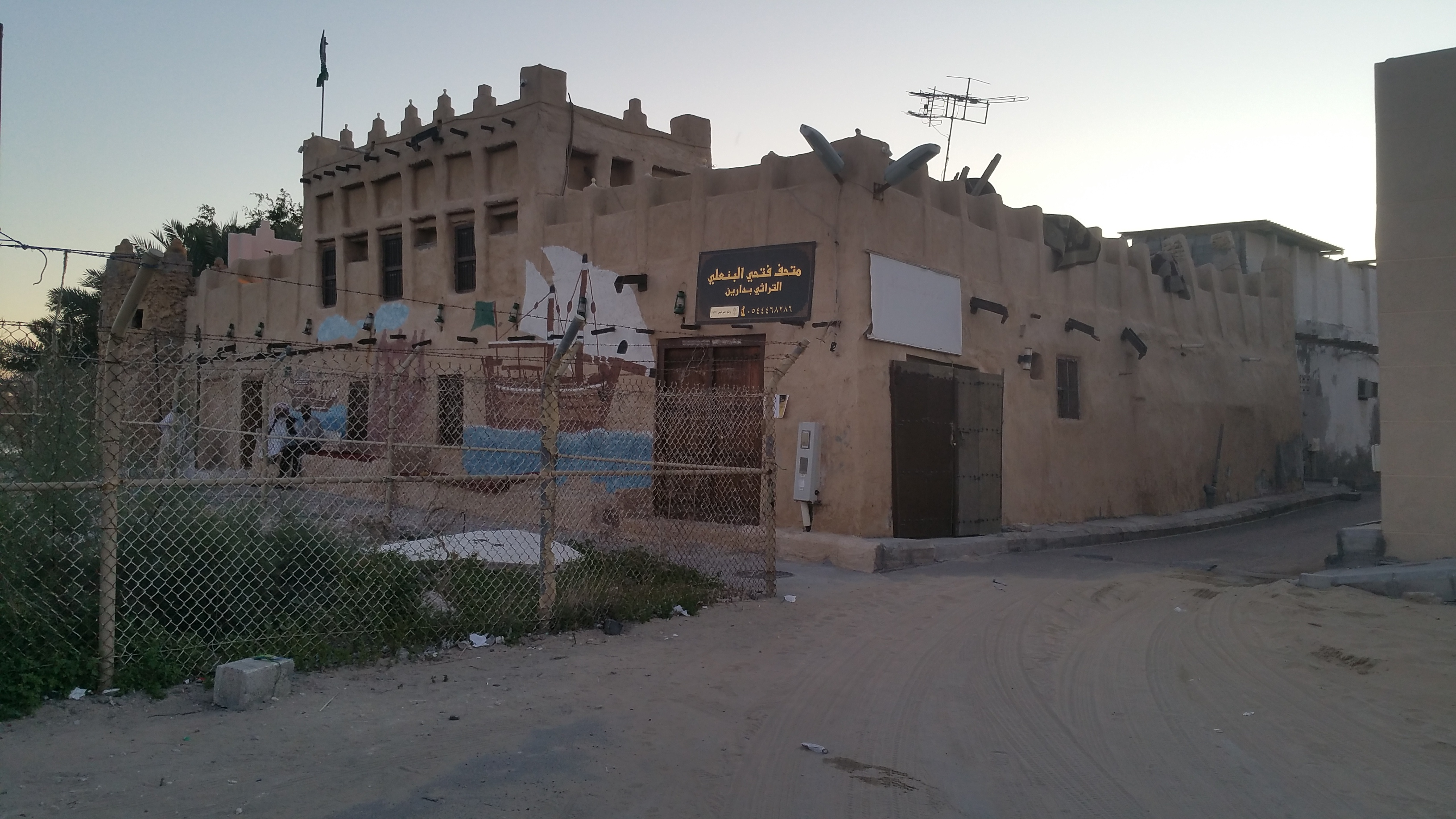
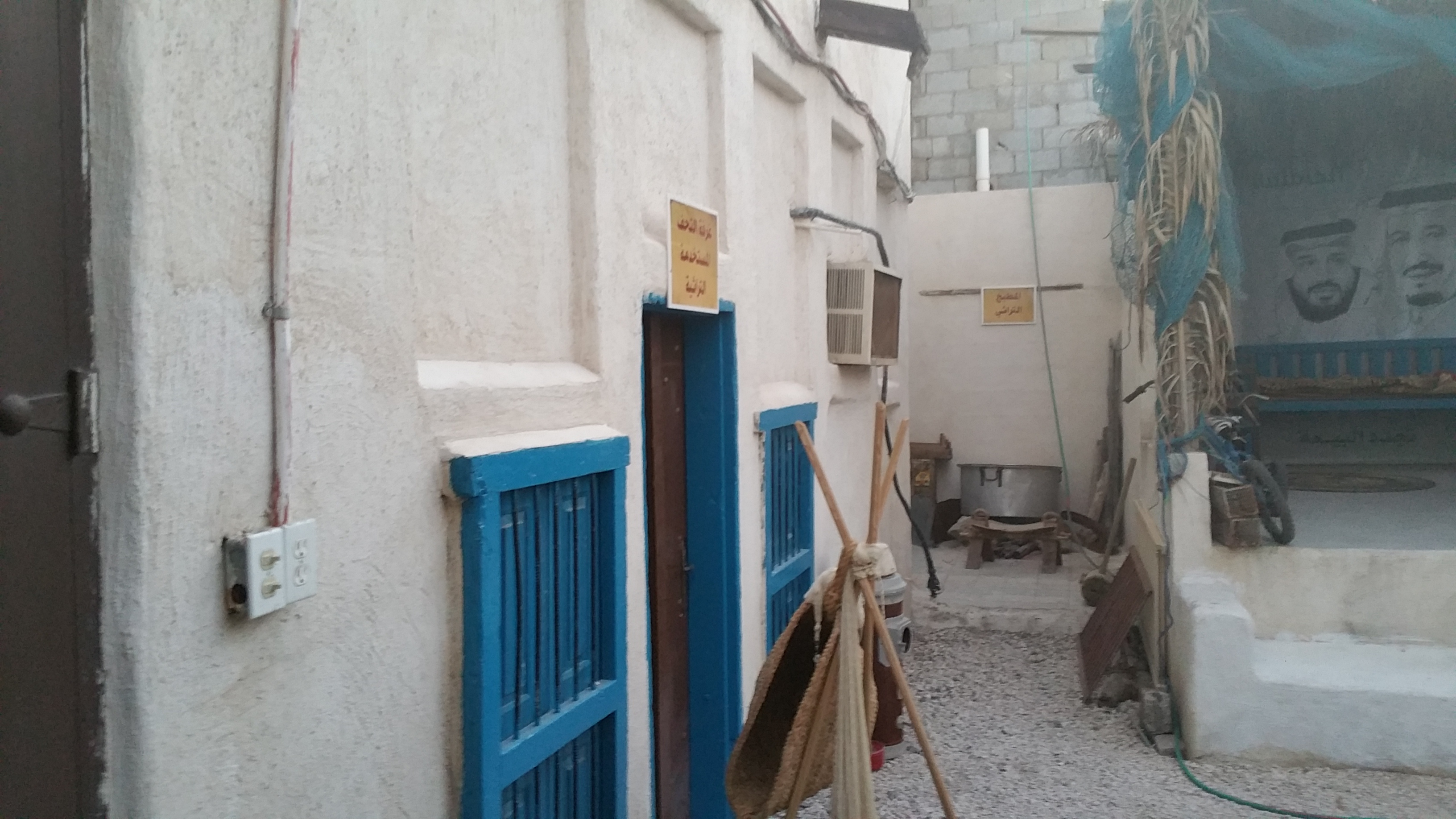
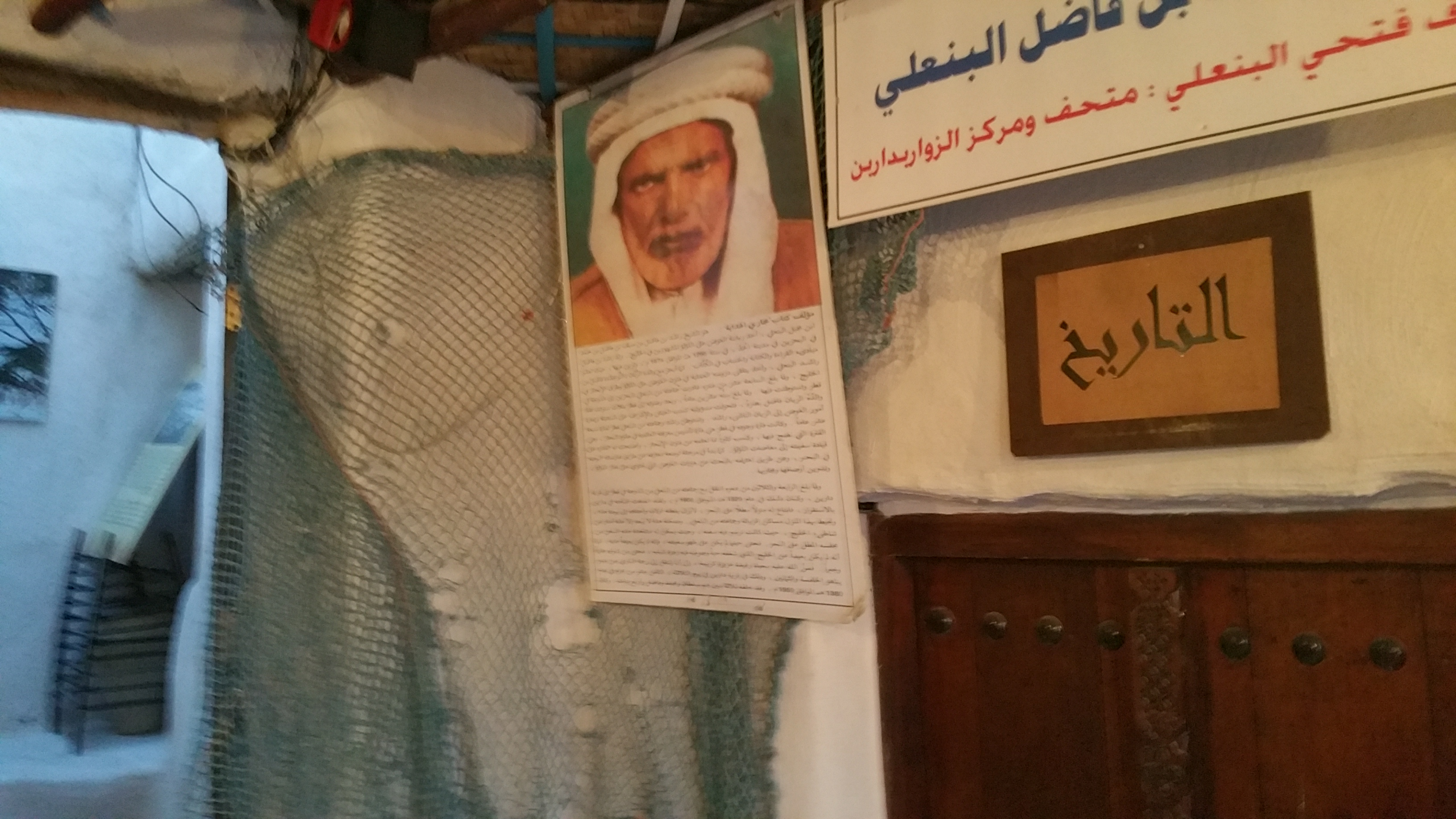
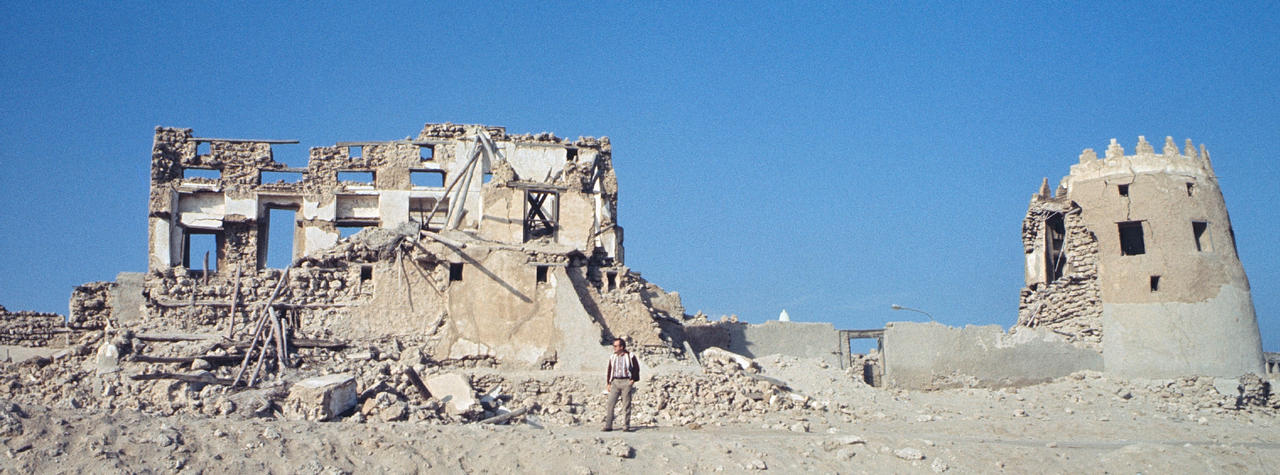

## وصلات خارجية
- دارين جزيرة الخير والجمال ثروة في وطني المملكة العربية السعودية.